# گرومن ای‌اف گاردین
گرومن ای‌اف گاردین (به انگلیسی: Grumman AF Guardian) یک هواپیمای ساختِ کارخانهٔ گرومن در کشور ایالات متحده آمریکا است. نخستین استفاده‌کنندهٔ این هواپیما نیروی دریایی ایالات متحده آمریکا بوده‌است. این هواپیما برای نخستین بار در ۱۹ دسامبر ۱۹۴۵ میلادی مورد استفاده قرار گرفت.

## ویژگی ها
- کار کرد اصلی: ضد زیر دریایی.
- شرکت سازنده: Grumman (آمریکا).
- پیشرانه: یک پیشرانه ی Pratt & Whitney R-۲۸۰۰-۴۸W، با ملخ چها پرّه، و قدرت ۲۴۰۰ اسب.
- فاصله ی سر دو بال از هم: ۱۸٫۵ متر.
- مساحت بال: ۵۱ متر مربع.
- طول هواپیما : ۱۳٫۲ متر.
- ارتفاع هواپیما: ۴٫۹۳ متر.
- وزن در حالت تهی: ۶۶۱۵ کیلوگرم.
- وزن بیشینه: ۱۱۳۴۰ کیلوگرم.
- سرعت بیشینه: ۵۰۷ کیلومتر در ساعت.
- سرعت کروز: ۳۵۴ کیلومتر در ساعت.
- سقف پرواز: ۹۹۰۰ متر.
- برد: ۲۴۱۵ کیلومتر.
- تعداد خدمه: ۴ نفر برای AF-۲W و ۲ نفر برای AF-۲S.
- کاربران: نیروی دریایی ایالات متحده، شرکت Aero Union.